# Rue Sainte-Catherine
De Rue Sainte-Catherine is de langste winkelstraat van de Franse stad Bordeaux. De voetgangersstraat is 1175 meter lang en wordt wel de langste winkelstraat van Europa genoemd, en ligt in het gedeelte van Bordeaux dat op de UNESCO werelderfgoedlijst staat, de Port de la Lune. De straat is een belangrijke noord-zuidas in het centrum van de stad, en loopt van het Grand Théâtre de Bordeaux in het noorden tot de Porte d'Aquitaine op de Place de la Victoire in het zuiden.